# Lublin (samolot)
Lublin – polska marka samolotów konstruowanych w lubelskiej fabryce Plage i Laśkiewicz w latach 1928 – 1935.

## Historia
Produkcja samolotów w lubelskiej fabryce Emila Plagego i Teofila Laśkiewicza trwała już od roku 1921,  jednak własne konstrukcje, pod kierownictwem inż. Jerzego Rudlickiego, powstawały w latach 1928 – 1935. Pod koniec 1935 roku, na skutek kłopotów finansowych wynikających z zerwania umowy przez Departament Aeronautyki Ministerstwa Spraw Wojskowych, wytwórnia Plage i Laśkiewicz ogłosiła upadłość; po znacjonalizowaniu zakłady dalej prowadziły działalność pod nazwą Lubelska Wytwórnia Samolotów.
Pierwsze samoloty produkowane w lubelskich zakładach ochrzczono w prasie „latającymi trumnami”. Jednak według zachowanego w Centralnym Archiwum Wojskowym raportu z 1924 roku, na 110 dostarczonych maszyn wypadkom uległo 18, z czego osiem katastrof pociągnęło za sobą dziewięć ofiar śmiertelnych – tylko jedna katastrofa ze skutkiem śmiertelnym nastąpiła z bezpośredniej winy zakładu. Większość wypadków spowodowana była niesprawnością sprowadzanych z Włoch silników lub niedokładnościami w otrzymanej dokumentacji.
W 1927 roku, w wyniku zatrudnienia na stanowisku głównego konstruktora Jerzego Rudlickiego oraz dzięki współpracy ze specjalistami francuskimi, powstał pierwszy prototyp nowego samolotu – od nazwiska konstruktora nazwany Lublinem R.VIII. Późniejsze seryjne konstrukcje samolotów wchodziły do powszechnego uzbrojenia wojska; do 1938 roku wyprodukowano 273 samolotów w jedenastu odmianach. Ponadto trwały prace nad prototypami samolotów pasażerskich (Lublin RXIX i KX1), „octowych” (Lublin HX1I), bombowców oraz wodnopłatowców. Prowadzone przez Rudlickiego biuro konstrukcyjne opatentowało wiele rozwiązań, w tym tzw. usterzenie Rudlickiego.

## Konstrukcje

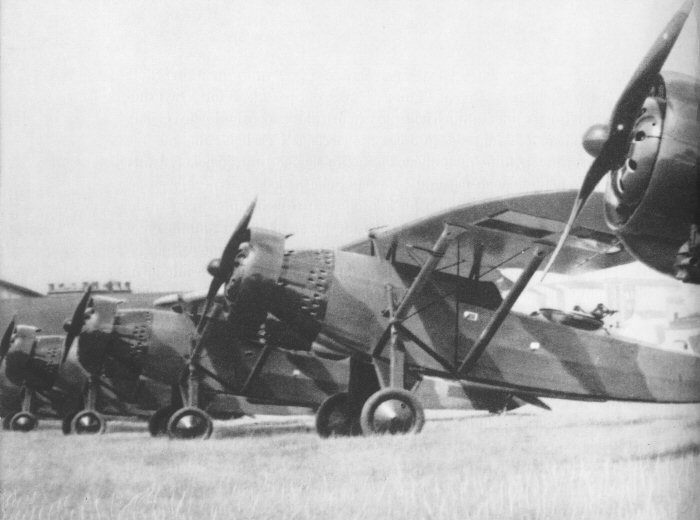
Lublin R-XIII

- Samoloty Zakładów Mechanicznych „E. Plage i T. Laśkiewicz”[2]:
  - Lublin R.VII „Odwet”
  - Lublin R.VIII
  - Lublin R.IX
  - Lublin R.X
  - Lublin R.XI
  - Lublin R.XII
  - Lublin R.XIII
  - Lublin R.XIV
  - Lublin R.XV
  - Lublin R.XVI
  - Lublin R.XVII
  - Lublin R.XVIII
  - Lublin R.XIX
  - Lublin R-XX (LWS-1)
  - Lublin R.XXII
  - Lublin R.XXI
  - Lublin R.XXIII (R-XIII Dr)